# Partito Popolare Danese
Il Partito Popolare Danese (in danese Dansk Folkeparti, DF), detto anche Partito del Popolo Danese,  è un partito politico danese di estrema destra.

## Storia
È stato fondato nel 1995 da Pia Kjærsgaard, Kristian Thulesen Dahl, Poul Nødgaard e Ole Donner. La Kjærsgaard ed i suoi colleghi avevano abbandonato il Partito del Progresso (Fremskridtspartiet), fun partito incentrato sul rifiuto dell'imposta sul reddito e dello stato sociale, guidata dalla stessa Kjærsgaard.
Alle politiche del 1998 i socio-conservatori ottennero il 7,4% dei voti ed elessero 13 seggi, contro i 4 del Partito del Progresso. Alle politiche del 2001 il DF salì al 12% ed elesse 22 seggi. L'apporto dei socio-conservatori fu determinante per la nascita del governo di centro-destra, guidato dal liberale Anders Fogh Rasmussen. I liberali dovettero concedere ai socio-conservatori, in cambio del loro sostegno, una più dura politica contro l'immigrazione, oltre che il raffreddamento del processo di integrazione europea.
Alle europee del 2004 il partito ottiene il 6,8% ed un seggio.
Alle politiche del 2005, i socio-conservatori hanno ulteriormente incrementato voti e seggi (24, 13,2%). Ciò nonostante non sono entrati a far parte del II governo di Anders Fogh Rasmussen, composto da Liberali e Conservatori, limitandosi a un sostegno esterno.
L'ascesa del DF prosegue alle politiche del 2007 dove ottiene 13,9% e 25 seggi. Alle europee del 2009 il DF raccoglie il 15,28% ed elegge due deputati che aderiscono al gruppo Europa della Libertà e della Democrazia.
Alle politiche del 2011 il partito perde consensi attestandosi al 12,3% (-1,6%) ed eleggendo 22 deputati (-3).
L'intensa campagna anti immigrazione e contro le politiche dell'UE, fanno registrare un inaspettato boom di consensi alle nuove europee del 2014. Con il 26,6% il DF è il primo partito del paese (Socialdemocratici al 19,1% e Liberali al 16,7%) ed elegge 4 deputati che aderiscono al Gruppo dei Conservatori e dei Riformisti Europei.
Nelle elezioni parlamentari del 2015 si afferma come secondo partito con il 21,1% di preferenze e conquista 37 seggi. Nel 2019 subisce un tracollo elettorale, perdendo 21 seggi e quasi quasi due terzi dei suoi voti.
Il Partito Popolare Danese ha costantemente sostenuto governi di destra dal 2001, durante i quattordici anni in cui è stato al potere (dal 2001 al 2011 e dal 2015 al 2019). Contribuisce quindi a introdurre restrizioni significative all'accoglienza dei migranti (condizioni drastiche imposte ai matrimoni binazionali, sequestro di denaro e oggetti di valore appartenenti ai migranti, ecc.)

## Ideologia
Il suo programma si basa sulla drastica riduzione dell'immigrazione, sull'opposizione a una società multiculturale. Propone di rendere obbligatorio lo studio delle caricature di Maometto sullo Jyllands-Posten, l'istituzione di pene severe per i reati, l'opposizione a qualsiasi costruzione di parchi eolici, l'opposizione alla riduzione della sovranità della Danimarca nell'Unione europea, l'opposizione all'ingresso della Turchia nell'UE, nonché il sostegno a Israele e alla politica estera degli Stati Uniti.

## Risultati elettorali
| Elezione          | Voti    | %     | Seggi    |
| ----------------- | ------- | ----- | -------- |
| Parlamentari 1998 | 252.429 | 7,4   | 13 / 179 |
| Europee 1999      | 114.865 | 5,8   | 1 / 16   |
| Parlamentari 2001 | 413.987 | 12,0  | 22 / 179 |
| Europee 2004      | 128.789 | 6,8   | 1 / 14   |
| Parlamentari 2005 | 444.947 | 13,3  | 24 / 179 |
| Parlamentari 2007 | 479.532 | 13,9  | 25 / 179 |
| Europee 2009      | 357.942 | 15,3  | 2 / 13   |
| Parlamentari 2011 | 436.726 | 12,3  | 22 / 179 |
| Europee 2014      | 605.889 | 26,6  | 4 / 13   |
| Parlamentari 2015 | 741.746 | 21,1  | 37 / 179 |
| Europee 2019      | 296.978 | 10,76 | 1 / 14   |
| Parlamentari 2019 | 308.219 | 8,73  | 16 / 179 |
| Parlamentari 2022 | 93.428  | 2,64  | 5 / 179  |